# Lakshmi Tatma
Lakshmi Tatma (Bihar, 31 de octubre de 2005) es una mujer india que nació con cuatro brazos y cuatro piernas.

## Biografía
Nació en India en 2005 y fue conocida en su momento como «la niña pulpo» o «niña araña». El padre de Lakshmi, Shambhu, y su madre, Poonam, eran jornaleros que ganaban menos de 40 rupias al día y no podían permitirse una cirugía de separación para su hija. La niña recibió el nombre en honor a Laksmí, la diosa hindú de la riqueza (representada con cuatro brazos). Era objeto de adoración en ocasiones como encarnación de la diosa; a los dos años, era conocida en toda la India. En un momento dado, un circo ofreció a la pareja dinero para exhibir a Lakshmi como espectáculo secundario, lo que obligó a la familia a refugiarse. Cuando el médico y cirujano Sharan Patil la encontró, tenía una úlcera infectada en el extremo del cuello del gemelo parásito y padecía de fiebre constante.
Fue operada en 2007, en ese entonces, la primera operación realizada de ese tipo en toda la India. La cirugía fue realizada ante la oposición de muchos vecinos que creían que la niña era una reencarnación de la diosa. Para la eliminación de los miembros supernumerarios fue necesario un equipo de 36 especialistas; la operación duró más de 40 horas y costó 625 000 dólares.